# Jasper Lefevere
Jasper Lefevere (13 juli 1988) is een Belgisch judoka. Hij werd viermaal Belgisch kampioen in de klasse tot 66kg. In 2014 behaalde hij zijn eerste goud op een Grand Prix. In 2014 klom hij op tot de 20ste plaats op de wereldranglijst. In 2012 kon hij zich voor het eerst plaatsen voor een EK. Hij werd uitgeschakeld in de eerste ronde. 

## Palmares
Alle onderstaande resultaten werden behaald in de categorie tot 66kg. 

### 2014
- eerste ronde EK
- European Open Praag
- 7de Grand Prix Havana
- Panamerican Open San Salvador
- 2e ronde WK
- Grand Prix Zagreb

### 2013
- eerste ronde EK
- European Open Glasgow
- Belgisch kampioen

### 2012
- eerste ronde EK
- Belgisch kampioen
- Europa Cup Zweden

### 2011
- Belgisch kampioenschap
- World Cup van Liverpool

### 2010
- Belgisch kampioenschap